# ТЕС Шедгам
25°40′29″ пн. ш. 49°25′57″ сх. д. / 25.67472° пн. ш. 49.43250° сх. д.
ТЕС Шедгам — теплова електростанція на сході Саудівської Аравії.
У другій половині 1970-х в Саудівській Аравії узялись за монетизацію ресурсів попутного газу, для чого, зокрема, спорудили газопереробний завод Шедгам (на однойменному блоці в північній частині найбільшого в світі нафтового родовища Гавар). Великим споживачем підготованого останнім товарного газу стала зведена неподалік ТЕС Шедгам, на майданчику якої в 1978 – 1983 роках почали працювати 17 встановлених на роботу у відкритому циклі газових турбін – вісім потужністю біля 60 МВт та дев’ять з показниками біля 68 МВт. Загальний показник цих турбін в стандартних умовах становить 1338 МВт, проте номінальна потужність станції, що працює у спекотному кліматі, рахується як 1069 МВт.